# Cárcel de Villena
El Centro Penitenciario Alicante II, más conocido como cárcel de Villena, es un centro penitenciario de la Secretaría General de Instituciones Penitenciarias de España ubicado en el término municipal de Villena (Alicante) España.

## Características
Ubicada en el kilómetro 66 de la N-330, junto a la autovía de Alicante, en el límite entre las provincias de Alicante y Albacete, la prisión fue inaugurada en 2002 por el entonces ministro del Interior Mariano Rajoy, con una capacidad inicial para 879 reclusos, ampliada posteriormente a 1400. Cuenta con doce módulos residenciales y tres complementarios con un total de 845 celdas.
Entre los reos de la prisión pueden citarse los etarras Múgica Picabea, Gadafi o Peio Celarain, el terrorista del 11-M Jamal Zougam o José Bretón. Es una de las prisiones más seguras de España, de las características de otras como Soto del Real o Alcalá Meco.